# Faleseʻela
Falese'ela – wieś w Samoa, w dystrykcie Aʻana.